# Lambula iridescens
Lambula iridescens är en fjärilsart som beskrevs av T.P. Lucas 1890. Lambula iridescens ingår i släktet Lambula och familjen björnspinnare. Inga underarter finns listade i Catalogue of Life.